# متحف الفن السيئ
متحف الفن السيئ (بالإنجليزية: Museum of bad art، ويرمز له اختصارا MOBA)‏ متحف خاص تأسس في عام 1994، له ثلاثة فروع تقع جميعها بولاية ماساتشوستس في الولايات المتحدة؛ الأول في ديدام، والثاني في سومرفيل، والثالث في بروكلاين، ماساتشوستس بروكلاين. وهو المتحف الوحيد في العالم المكرس لجمع وعرض والحفاظ والاحتفال بالفن السيئ في جميع أشكاله، ومهمة العاملين فيه جلب أسوأ قطع فنية وعرضها على أوسع قدر من الجماهير، حيث يحتوي على حوالي 500 قطعة دائمة العرض. وعرض 25 إلى 35 منها على الجمهور في وقت واحد.
تأسس موبا في عام 1994، بعد أن أظهر التاجر العجوز سكوت ويلسون لوحة استخرجها من سلة المهملات لبعض أصدقائه، الذين اقترحوا البدء في المجموعة. في غضون عام، كانت الاجتماعات تعقد في منزل أصدقاء ويلسون حيث كانت تحضر بشكل جيد حيث أن المجموعة بحاجة إلى الرؤية الخاصة بها. تم نقل المتحف إلى الطابق السفلي لمسرح ديدهام. وقال أحد مؤسسي المتحف موضحاً الأسباب الكامنة وراء إنشاء المتحف عام 1995: "على الرغم من أن كل مدينة بها على الأقل متحف واحد مخصص للفن لعرض الأفضل في الفن، موبا هو المتحف الوحيد المخصص لجمع وعرض الأسوء. " ليتم استدراجها في مجموعة موبا، وينبغي أن تكون الأعمال أصلية وتمتلك عزم حقيقي، لكنها أيضا يجب أن يكون لها ثغرات مهمة دون أن تكون مملة، فأمناء المتاحف ليسو مهتمين بعرض الفن الهابط عمداً.
لقد تم ذكر موبا في عشرات في المسار – غير المقيد – للضرب ويشير إلى بوسطن، وظهر في الصحف والمجلات الدولية، وكان مصدر إلهام لمجموعات عديدة أخرى في جميع أنحاء العالم التي تحدد لمنافسة الفظائع المرئية الخاصة بها.
وأشار ديبورا سليمان من مجلة نيويورك تايمز أن الاهتمام الذي تلقاه متحف الفن السيئ هو جزء من اتجاه أوسع من المتاحف التي تعرض «أفضل الفن السيئ» ، وقد اٌنتقد المتحف لكونه مضاد للفن، ولكن المؤسسين ينكرون ذلك، ويردوا بأن مجموعته هي إجلالٌ لصدق الفنانين الذين صمدوا مع الفن على الرغم من أن شيء ما يحدث بشكل خاطئ في هذه العملية. وفقا لما قاله أحد مؤسسي المتحف ماري جاكسون: «نحن هنا احتفالاً بحق الفنان أن يفشل بمجد».

## تاريخ
.
تم تأسيس متحف الفن السيئ في عام 1994 من قبل تاجر القطع العتيقة "سكوت ويلسون"، والذي وجد لوحة "لوسي في الحقل مع الزهور" في صندوق القمامة على الرصيف في أحد مناطق بوسطن. كان ويلسون في البداية مهتما بالإطار فقط، لكن عندما أظهر الصورة لصديقه "جيري رايلي"، أراد رايلي كل من الإطار واللوحة. وقد عرض لوحة لوسي في منزله فيما بعد، كما شجع أصدقائه للبحث عن قطع فنية سيئة أخرى، ليتأسس بعدها هذا المتحف. " عندما حصل ويلسون على آخر قطعة " جميلة على قدم المساواة " وقام بمشاركتها مع رايلي، قررو بالبدء في المجموعة، رايلي وزوجته ماري جاكسون عقدو حزب في الطابق السفلي ليظهر المجموعة إلى الآن، واستضافوا حفل استقبالا بفكاهة تحت عنوان " افتتاح متحف الفن السيئ. "
العروض المنتظمة من القطع التي جمعها ويلسون، رايلي، وجاكسون (وتلك التي تبرع بها غيرها)، أصبحت أكثر مما ينبغي لمنزل رايلي وجاكسون الصغير في غرب روكسبري، بولاية ماساشوستس، كما حضر مئات من الناس حفلات الاستقبال. حاول المؤسسين أولاً التعامل مع مساحة مقيدة من معرضهم لإنشاء المتحف الافتراضي للفن السيئ، قرصا مدمجا مع الممثلون الذين قدمو مجموعة موبا الفنية في متحف خيالي وهمي. وسمح موبا الخيالي للزوار ليس فقط عرض لوحاتهم ولكن للذهاب وراء الستار في المتحف الخيالي لرؤية ماذا يحدث في المكاتب الخلفية، وورشة الترميم، وبقية الغرف، إلخ.
استمرت كلمة مجموعة المتحف في الانتشار حتى، وفقا ل «المدير الممثل الدائم الانتقالي» لويز رايلي ساكو، إنها أصبحت تماما خارجة عن السيطرة «عندما توقفت مجموعة من كبار السن على حافلة سياحية لرؤيتها. وفي عام 1995 تم نقل مساحة العرض إلى الطابق السفلي من المسرح المجتمعي ديدهام، وهو مبنى مع وصفه مفهوم إجمالي في عام 2004 باسم» إيل للسقوط ". لا يوجد لدى المتحف في ديدهام ساعات تشغيل ثابتة، بدلاً من كونها مفتوحة بينما يكون المسرح في الطابق العلوي مفتوح. وفقا لصحيفة ساوث تشاينا مورنينج بوست "ومثل ملاحظات جلوب في بوسطن، يتم وضع المجموعة الفنية بشكل يلائمها «خارج غرفة الرجال»،  حيث تحمل الأصوات والروائح للمجموعة، والتنظيف المستمر للمرحاض «ومن المفترض أن يساعد ذلك على نسبة الرطوبة الموحدة.» 
في أيام موبا المبكرة، استضاف المتحف العروض المسافرة، في إحدى المناسبات كانت الأعمال معلقة من الأشجار في الأخشاب / الغابة في كيب كود «الفن يتبدد – المعرض في الغابة». وقد لعبت الموسيقى السيئة خلال العروض العامة لاستكمال الأجواء. في معرض بعنوان «فيض في سوء الفن»، تم تغطية 18 قطعة من الفن بلف متقلص ل«أول حملة ظهور للمتاحف وغسل السيارات».أشارت ماري جاكسون التي كانت سابقا مديرة الجمال «نحن لم نضع أي لوحة مائية هناك»، معرض 2001 «رعاة البقر عراة – لا شيء ولكن العراة»، أظهرت كل لوحات موبا معلقة عراة في منتجع صحي محلي.
يضم موبا أعماله في المجموعات الدورية، في عام 2003، ركزت «النزوات الطبيعية» على المناظر الطبيعية على الأعمال الفنية «ضلت طريقها».تم تصميم معرض عام 2006 تحت عنوان «الصور المبتذلة» «حتى تقوم بالتقاط/ بأخذ كمية من الترهل» حيث أظهره / عرضه ديفيد هوكني في متحف بوسطن للفنون الجميلة المغلقة. كشف موبا عرضه «الطبيعة تمقت الفراغ والأعمال المنزلية الأخرى» في عام 2006 . واستمر هذا الشكل على موقع المتحف.
افتتح المعرض الثاني في عام 2008 في مسرح سومرفيل في ساحة ديفيس، سمرفيل، ماساتشوستس، حيث تم وضع المجموعة قرب دورات المياة للسيدات والرجال. على الرغم من أن المعرض الأصلي مجاني ومنفتح للجمهور، كان الثاني مجاني فقط مع الانضمام إلى المسرح. المعارض التي تحمل عنوان «ألوان زاهية / المشاعر المظلمة ومعرفة ما الذي تبحث عنه / رسم ما تشعر به» تم عقدها في معرض أكاديمي في كلية مونتسيرات للفنون في بيفرلي، ماساشوستس. وفقا لساكو، واحد من أهداف موبا «اتخاذ الفن السيئ على الطريق». تم عرض قطع من مجموعة موبا في المتاحف في ولاية فرجينيا، أوتاوا، ونيويورك.
أعلن موبا في فبراير عام 2009، عن حملة لجمع التبرعات لمساعدة متحف روزا الفني في جامعة برانديز. الذي ينظر بجدية عما إذا بيع التحف بسبب الأزمة المالية العالمية عام 2008-2009، ازداد سوء للجامعة من جانب فقدان المال للجهات المانحة في مخطط استثمار برنارد مادوف. قام أمين موبا الحالي وبالون الفنان / الموسيقي مايكل فرانك بوضع دراسات في الهضم – قطعة لوحة – مربعة تظهر أربع عمليات ترحال سرية من الجهاز الهضمي البشري في مختلف وسائل الإعلام من قبل الفنان ديبورا غروميت- على موقع eBay لشراء تكنولوجيا المعلومات الآن بسعر 10,000 دولار. كان العرض الأول 24,000 دولار. . وتم بيعها في آخر المطاف ب 152,53 دولار. وذهبت العوائد الهزيلة إلى متحف روزا الفنى، حيث اكتسب كلا من المتاحف دعاية.

### السرقة
جذب فقدان اثنان من أعمال موبا وسائل الإعلام وعززت مكانة المتحف 2006. في عام 1996، اختفت لوحة إيلين المرسومة بيد ار. إنجيلو لى من موبا. وتمت الحصول على إيلين في النفايات عن طريق ويلسون، وضم التمزق في قماش حيث قام شخص ما بقطعها قبل حصول المتحف عليها، حيث وفقا لموبا «أنه أضاف عنصر إضافيا من الدراما إلى العمل القوي بالفعل.»
عرض المتحف مكافأة قدرها 6,50 دولار لعودة إيلين، على الرغم من أن الجهات المانحة لموبا أرادو مؤخرا هذه المكافاة إلى 73، 36، ظل العمل غير مسترد لعدة سنوات. وقامت شرطة بوسطن بسرد العمل بأنها «الاختلاس وغيرها»، وذكرت ساكو قائلة أنها لم تتمكن من إيجاد/توضيح الصلة بين اختفاء إيلين وعملية السرقة السيئة السمعة في متحف بوسطن غاندر الشهيرايزابيلا ستيوارت التي وقعت في عام 1990. في 2006-10 سرق إيلين – تم الاتصال بموبا من قبل اللص المزعوم حيث طلب 000,5 دولار فدية للوحة. لم تدفع أي فدية، ولكن على أي حال تمت إعادة اللوحة.
فبسبب سرقة إيلين، ثبت موظفو موبا كاميرا فيديو وهمية فوق علامة في فرع ديدهام للقراءة لديهم: تحذير. هذا المعرض محمي بواسطة كاميرا أمنية وهمية "، وعلى الرغم من هذا التحذير، في 2004 ريبيكا هاريس، صورة ذاتية باعتبارها الصرف، تم إزالتها من الجدار واستبدالها بمذكرة فدية تطلب 10 دولار، وذلك على الرغم من أن اللص أهمل وضع المعلومات للاتصال به. وفي وقت قصير بعد اختفائها فقد أُعيدت اللوحة، بالتبرع بمبلغ 10 دولار. خمّن الأمين مايكل فرانك أن اللص واجه صعوبة في تسييج اللوحة لأن " المؤسسات ذات السمعة الطيبة ترفض التفاوض مع المجرمين.

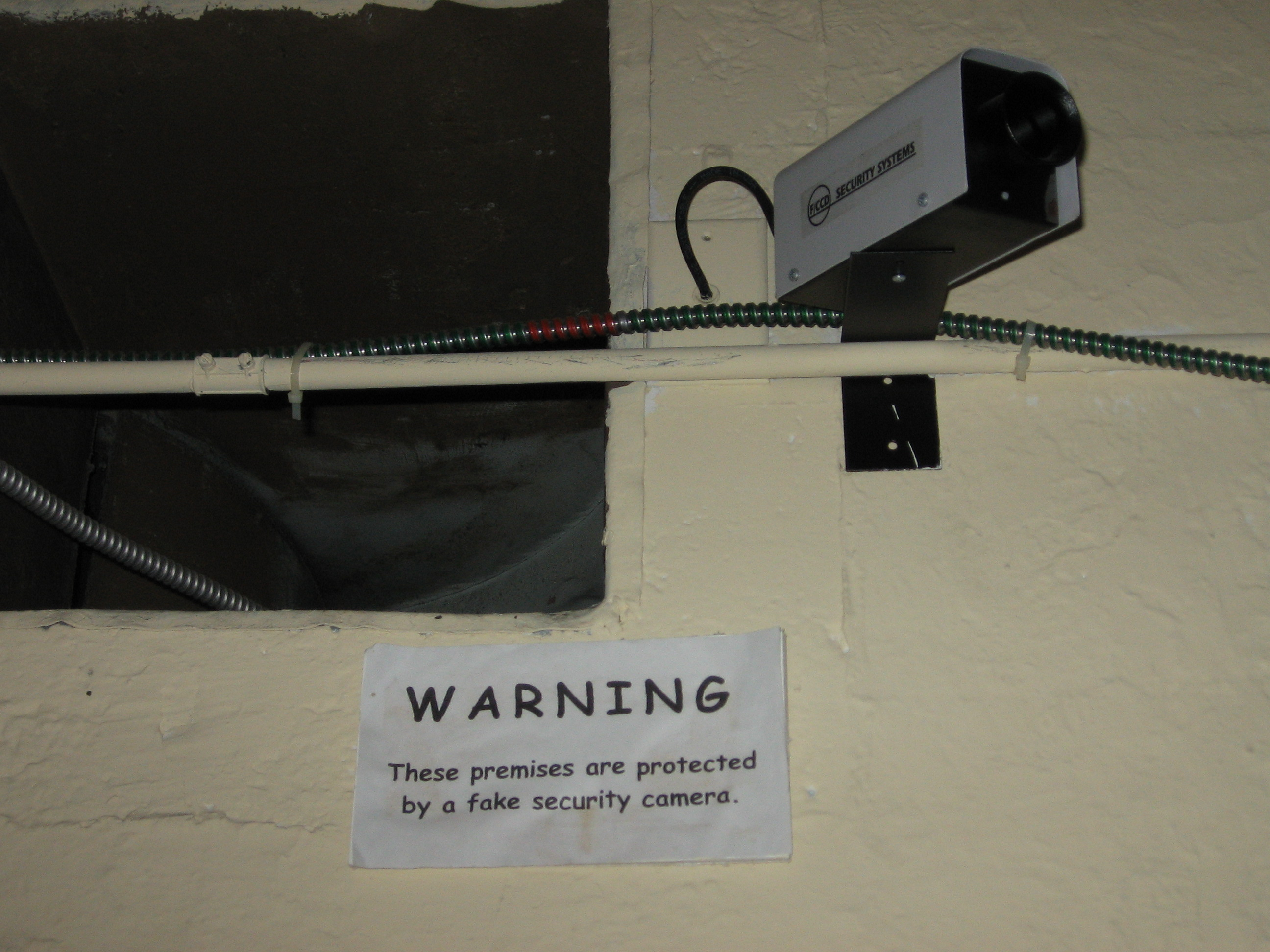
كاميرا وهمية في فرع ديدهام في موبا

## معايير المجموعة
على الرغم من أن شعار المتحف هو "الفن سيئ للغاية لدرجة لا يمكن تجاهله "، يحمل موبا معايير صارمة بشأن ما سيقبلون به. وفقا لماري جاكسون تسعة من أصل عشرة قطع لن يدخلوا المتحف لأنهم ليسو سيئين بما فيه الكفاية. ماذا يحتاجه الفنان حتى يصبح سيئ لا يفي دائما معاييرنا المنخفضة. وكما ذكر في مقدمة متحف الفن السيئ " روائع، أن السمة الابتدائية لشيئ فني مكتسبة ليتم الحصول عليها من قبل موبا، هي أن شخص ما يصنع بيان فني قام بالمحاولات الجدية . ونقص المهارات الفنية ليست ضرورية لتشمل العمل . وأضافت لوحة المحتملين أو النحت للمجموعة المثالية يجب "(نتيجة) أن يكون في صورة مقنعة "، أو كالامين أوليي هلوويل، يجب أن يكون الفن "يا إلهي " /عالي الجودة.
وثمة معيارا هاماً للإدراج هو أن اللوحة أو النحت يجب ألا يكون مملا . حيث يقول مايكل فرانك أنهم ليسوا مهتمين بالأعمال التجارية مثل الكلاب تلعب بوكر: «نحن نقوم بجمع الأعمال الجدية، حيث يحاول الناس في جعل الفن وإحداث خطأ ما، أما في التنفيذ أو في الفرضية الأصلية .» استخدمت كلية مونتسيرات للفن معرض موبا كتظاهر لطلابها «لا يزال الإخلاص مهم، ونقاء النية صالح».
يقبل موبا الأعمال غير المرغوب فيها إذا كانت تستوفي معاييرها، كثيرا ما ينظر المنسقين إلى الأعمال التي يشيدها الفنانون الذين يظهروا شدة أو العاظفة في الفن، أنهم غير قادرين على التوافق مع مستواهم في المهارات . خصص المتحف عرض ل «الإبداع الدؤوب» في معرض بعنوان «أنا لا استطيع التوقف» حيث تم تغطيته من قبل الأخبار المحلية وسي إن إن،  وغيرهم من الفنانين كفء من الناحية الفنية، ولكن قامو بمحاولات تجربية لم تنته نتيجتها جيدا . وقد قام مايكل فرانك بمقارنة بعض الأعمال في موبا مع الفن الخارجي؛ بعض أعمال فنانين موبا متدرجة أيضا في صالات العرض الأخرى للمجموعة . أشار العميد نيمر «وهو أستاذ في كلية ماساتشوستس الفنية (عقد أيضاً عنوان المدير التنفيذي لموبا للذوق الجيد)، أشار إلى التشابه بين معايير متحف الفن السيئ وتلك المؤسسات الأخرى:» لقد قامو بأخذ نموذج من متحف الفنون الجميلة وتطبيق نفس النوع من المعايير لقبولها في العمل السيئ ... (قواعدهم) مشابهة جدا لمعرض أو متحف يفيد «حسنا، فكرتنا /منطقنا هو فن تثبيتي أو لوحات واقعية أو التجريدات الجديدة –ما –بعد الحداثة».
لا يجمع موبا الفن الذي تم إنشاؤه من قبل الأطفال، أو الفن الذي ينظر اليه عادة أنه اقل في الجودة، مثل اللوحات المخملية السوداء، المرسومة بأرقام، والفن الهابط، أو الأعمال التي ينتجها مصنع الفن، والتي تشمل الأعمال التي أُنشئت خصيصا للسياح .لم يهتم المنسقين بالحرف اليدوية كأطقم البساط هوك . ويشير منسقين موبا أن الأماكن الأكثر ملائمة لهذه الأعمال ستكون «متحف الطعم المشكوك فيه، ومجموعة شلوك الدولية، أو وزارة الخزانة الوطنية للديكور المنزلي».
اتهم متحف الفن السيئ بأنه ضد الفن، أو بأخذ الأعمال التي تم إصدارها بإخلاص والاستهزاء بها . ومع ذلك، يصر سكوت ويلسون على أن العمل الفني المقبول في موبا هو احتفال بحماس الفنان . وقد كرر ماري جاكسون هذه الفكرة، قائلا «أنني أعتقد أنه تحفيز /تشجيع كبير للناس الذين يريدون الابتكار ويتراجعوا بسبب الخوف، وعندما يروا هذه القطع، يدركوا أنه لا داعي للخوف من شيء، فقط يستطيعوا القيام بذلك».
 واذ وافق لويز رايلي ساكو، قائلا، «إذا قمنا بالسخرية من شيء، فإنها للمجتمع الفني، وليس الفنانين . ولكن هذا متحف حقيقي، سنواتها العشرة، 6,000 شخص على القائمة البريدية . وتقديرها في جميع أنحاء العالم .» يصر المنسقون على أن أعمال الفنانين التي اختيرت من قبل موبا تجذب الاهتمام ومربحة، يكسب المتحف عمل فني آخر ويستقبل الفنان العرض في المتحف . وذكرت مقالة عام 1997 في منبر شيكاغو أن لا أحد من بين 10 ل 15 فنان الذين صعدوا للأمام لتسليم أعمالهم في موبا كان مستاء .
تم التبرع بالكثير من أعمال موبا، عادة قام الفنانين بالتبرع بهم بأنفسهم . وجاء غيرهم من ساحة المبيعات أو مخازن الادخار . وتبرع جامعي القمامة في كامبريدج، ماساشوستس، قاموا بالتبرع التي أنقذوها من الانهيار الوشيك . في بعض الأحيان، يمكن شراء اللوحة، في نفس الوقت كانت سياسة موبا بعدم إنفاق أكثر من 6,50 دولار على أي قطعة . وفي الآونة الأخيرة، كان قد دفع هذا المبلغ مرتين وثلاثة مرات لعمل استثنائي . تم تضمين تلك القطع التي لا يحتفظ بها المتحف في «مجموعة الرفض» حيث يمكن أن تُباع في مزاد علني. وقد ذهبت بعض هذه العائدات لجيش الإنقاذ لتقديم أعمال عديدة من موبا، يستفيد المتحف نفسه من معظم المزادات .

## تسليط الضوء على المجموعة
ويرافق كل لوحة أو تمثال منحوت في معرض موبا، وصف موجز للمتوسط والحجم واسم الفنان . وكذلك الكيفية التي تحصل عليها القطعة، وتحليل للقصد المحتمل للنية أو الرمزية . وأشارت مجلة المتحف أن المناقشة المصاحبة لكل عمل على الأرجح قد قللت «نوبة الضحك» للزوار . التعليقات الموصوفة «اللسان يمتلك التعليقات الواضحة» من قبل ديفيد موتش من صحيفة كريستيان ساينس مونتيور، كانت مكتوبة بشكل أساسي من قبل ماري جاكسون، حتى «تفكك موظفين موبا» وانتقلت المهمة بعد ذلك برئاسة مايكل فرانك ولويس رايلي ساكو 
لوسي في الحقل مع الزهور
تنشأ العديد من أعمال موبا حوار واسع مع الزوار . لوسي في الحقل مع الزهور (زيت على قماش غير معروف، تم الحصول عليها من القمامة في بوسطن) لا تزال المفضلة عند وسائل الإعلام والزبائن . كما أن العمل الأول تم الحصول عليه من قبل المتحف، لوسى هي «لوحة قوية تحظى بالمحافظة الخاصة بها للأجيال القادمة»، ووضع المعيار الذي من شأنه أن جميع عمليات الاستحواذ سوف تقارن، والتسبب في سؤال مؤسسي موبا إذا وجد سكوت ويلسون لوسي أو هي التي وجدته .
سمى كيت سوجر من مونتريال غازيت لوسي «خطأ رائع»، واصفًا إياها «امرأة عجوز ترقص في حقل الربيع الخصب، وتراجع مشاعرها طوعا أو كرها، وتبدو أنها لسبب غير معلوم لإمساك كرسي أحمر لها خلف يد واحدة ومجموعة من الأقحوان في الأخرى.» استخدم المؤلف الناقد بيترز ذلك بلغة أقل ازهارا، ولخصها بأنها «امرأة عجوز مع كرسي ملتصقا بها».
بيان موبا عن لوسي " أن الحركة والكرسي وسيطرة صدرها والأشكال الخفية في السماء والتعابير على وجهها، كل تفصيلة تجمع لخلق هذه الصورة متعالية ومقنعة، كل التفاصيل تنطق "تحفة "، وسردت صحيفة تايمز تعليقات لزوار المتحف حول "طبقات لا نهاية لأسرارها"، تعرض الصورة "ماذا يفعل رأس نورمان ميلر على جسد جدة بريئة، وهل هذه الغربان قشط للتلال؟ "
أصبحت حفيدة لوسي ، وهي ممرضة في منطقة بوسطن تسمى سوزان لولر ، مشجعة لموبا بعد رؤيتها للصورة في صحيفة ما . وأقرت بأنها جدتها . عند رؤية أنا للي كين (1890- 1968) للصورة ، اندهشت عند شمها لكوكا كولا بأنفها . وتم تكليف هذه اللوحة من قبل والدتها ، وهي معلقة في منزل خالتها لسنوات عديدة، على الرغم من الذعر الذي شعر به أفراد العائلة عند رؤية التشكيل النهائي . يقول لولر " أن الوجه هو مألوف له، ولكن كل شيء يبدو خاطئا . يبدو أن لديها ثدي واحد فقط . أنا لست متأكد مما حدث لذراعيها وساقيها، ولا أعرف من أين جاءت كل تلك الزهور والسماء الصفراء .
يوم الأحد في بركة مع جورج
وقد اعتبرت الأحد في بركة مع جورج (إكريلك على قماش من قبل شخص غير معروف، تبرع بها جيم شولمان)، اعتبرت «أيقونة» من قبل بيلالا الإنجليزية في بوسطن غلوب، حيث أكدت أن العمل «مائة في المئة مضمون أنه سيجعلك تنفجر من الضحك». وقد أشار ويلسون إلى جورج أنه مثال على قطعة فنية جيدة التنفيذ باستخدام موضوع لا ينظر عادة إلى تقديمها في الطلاء .
الكثير من المعجبين بأول عمل متبرع لموبا ، كانو في غفلة من قبل صورة الرجل البدين المرتدي «في الأمام» ملابس داخلية عندما كان يجلس على حيز قدري ، في تنقيطة انطباعية مماثلة لأسلوب جورج سورا . يخمن أحد الناقدين أن أسلوب التنقيطية في جورج ، قد اكتسب من «المشاهدة الكثيرة للتليفزيون». ويشير العنوان إلى موسيقى ستيفن سونديم يوم الأحد في الحديقة مع جورج ، حيث يحتوي على الاستجمام الدرامي للوحة سورا يوم الأحد على جزيرة لا غراندي جاتا . وأشار المؤلف إيمى ليفين أن جورج هو معارضة أدبية للوحة سورا . أن موضوع هذه اللوحة قد «حُدد مبدئيا» من قبل سجلات لبحوث محتملة ، ومبدعين في جائزة نوبل مثل جون اشكروفت ، وزير العدل السابق للولايات المتحدة الأمريكية .
تم نقل الزائر عن طريق جورج حيث شعر أنه مضطرا أن يعرب عن امتنانه للعرض في الطابق السفلي في في مسرح ديدهام ، كاتبا " شخصا ما قد تراجع في الحمام لأني أخذت هذه اللوحة وبدأ بالتبول بصوت عال في المرحاض . تناثر الصوت المتردد من التبول عندما عرض جورج اللوحة في الحياة ، وعندما انطلق صوت الخاتمة ، بكيت ". الشرح المرافق لموبا قدم الأسئلة والملاحظات ." هل يمكن لدوامة البخار أن تذوب الوزن الهائل من مسئوليات جورج ؟ هذه القطعة التنقيطية هي غريبة للاهتمام بالتفاصيل الدقيقة، مثل الخياطة حول المنشفة، وعلى النقيض من التجاهل المهمل لهذا الموضوع .
الألعاب المرحة كارتداء الكلب تنورة
على عكس الانطباعية لجورج، يحتوي المتحف أيضاً على «مثال رائع للعمالة الكثيفة». ارتداء الكلب المشعوذ لماري نيومان تنورة حولا (درجات الحرارة والإكريلك رسمت على قماش، حيث تبرع بها الفنان)، وإضافة أخرى وضعت لهذا الوصف من قبل موبا : «يمكننا فقط أن نتسائل عن ما يمتلكه الفنان لرسم عظام كلب مشعوذ مرتدي تنورة حولا». ومع ذلك يتمتع موبا بالغموض كأى جانب آخر من الفن .
وكان رد نيومان (فنانة محترفة من مينيا بوليس) عن فكرة القيمين، بوصف كيف جاءت الصورة إلى حيز الوجود . وقد اشترت لوحات مستخدمة، في حين أنها طالبة فن ضعيفة ، وكانت غير متأكدة لاستخدام القماش في مثل هذه الأبعاد . واستلهاما بالرسوم المتحركة للدشهند (كلب ألماني)، وقامت باختياره كموضوع، ولكن كانت غير سعيدة بالتاثير /المفعول ، حتى أضافت التنورة التي رأتها في المجلة وبحثت في متجر حيوانات أليفة لإضافة العظام . وكتبت نيومان لهم ، قائلة «لقد رميتها عندما سمعت بشأن موبا . وبعد سنوات عديدة من تقلص العمل المرفوض، والآن أنا أتمنى لو أنني حفظتهم لكم .» 
الأشكال والتصاميم
حدد الكاتب النقدي للرحلات بيترز ، ستة خصائص مشتركة لعديد من الأعمال الفنية للمتحف . الأول هو أن فنانين موبا غير قادرين على تقديم اليدين أو القدمين ، وإخفائهم من خلال توسيع الأذرع في القماش ، وإخفائهم بأكمام طويلة ، أو وضع الأحذية على القدمين في أشكال غير ملائمة . والثاني أن بيترز قام بمقارنة فنانين رامبرانت و J m w ترينر والأفضلية في المناظر الطبيعية، والذي «يستطيع الفنان أن يرسم مع إغلاق عيونهم»، مثل فنانين موبا الذين يرسموا بإغلاق عيونهم، وأيضاً غالبا لم ترسم السماء بأي لون غير الأزرق .يتم إنشاء النباتات دون الرجوع إلى أي كائنات حية نباتية موجودة، والحيوانات الصغيرة التي تظهر في الخلف، من المستحيل معرفة /تمييز نوع هذه الحيوانات . ثالثا ، يطبق فنانين موبا منظورا غير متسق، إما من لوحة واحدة إلى أخرى، أو خلال عمل واحد . تتعلق الملاحظة الرابعة لبيتر بصعوبة تقديم فنانين موبا عملا ناجح : وكتب أن الأنف ستحاول مرات عديدة أن يأخذ العمل على البعد الثلاثي حيث يعاد تطبيق اللوحة مرارا وتكرارا . خامسا ، يفضل الفنانون السيئون «وسائل الإعلام المختلطة»: وإذا كان هناك شك، فيقوموا بلصقه بالريش، وجليتر ، أو الشعر في أعمالهم . وأخيراً ، يوضح بيترز أن الفنانين على علم بأن أعمالهم سيئة، ولكن على ما يبدو أنهم يشعروا أن القطعة ممكن أن تنقذ باحتوائها على قرد أو كلب في تكوينها .
منذ أواخر عام 2008، تم تجريب موبا بالسماح للجمهور لشرح بعض الأعمال . وفقا لموظفي التنظيم المعارض، حيث أن بعض الأعمال محيرة جدا، فمجرد تفسير فني غير كاف : يجب أن يكونوا واضحين . ومجموعة الضيف المفسر ، هي عوة لزوار موبا لتضمين أعمالهم حول الأعمال الفنية المقنعة، والمنافسة تقرر أفضل تحليل وإضافة واحدا كل شهرين . قام أستاذ في جامعة بوسطن بعرض أفكاره «أن موقع المتحف وبقدر ما مجموعته يشيروا إلى وجود الالتزام المدقع والاعتقاد في السلطة، وقوة الآثار الثقافية المهمشة . وتذكرت أيضا أنني بحاجة إلى التقاط بعض المنظفات للمرحاض في طريقي إلى المنزل».

## التأثير
وقد تم ذكر متحف الفن السئ في مئات المنشورات الدولية ، وايضا في ادلة السفر في منطقة بوسطن التي قامت بتسليط الضوء على عوامل الجذب الشاذة . والهم مجموعات أو احداث ممالة في اوهايو، سياتل، وفي أستراليا.
كوميديا بورغارد ، وهي شركة مسرحية حيث تركز على الترجمة ، حيث كانت مستوحاه من قبل بعثة موبا لإنشاء اعمالهم الخاصة لمهرجانات المسرحية القصيرة . قامت الشركة بتكليف ستة كتاب مسرحيين لكتابة المسرحيات القصيرة بناء على أعمال موبا الفنية . الأعمال الرئيسية : وقد عرضت /اجريت مسرحيات موبا الاصلية في يناير وفبراير عام 2009 في في مينيابوليس بولاية مينيسوتا. واستندت المسرحيات على قطع موبا مانا ليزا ، وغزو مكتب الكسالى، وألعاب العظام والكلاب في هولا سكيرت ، وشياطين جينا ، ووالطير لولى وشاهد القبر . وبعد الانتقال إلى شيكاغو ، أنتجت الشركة مرة أخرى مسرحيات موبا في مارس وابريل عام 2011، باستخدام ثلاث مسرحيات اصلية وترجمة ثلاث لوحات جديدة .
الردود على الفن السئ
يستطيع زوار المتحف توقيع اكتاب ضيف، ويتركو التعليقات . كتب أحد الزوار الكنديين «هذه المجموعة مثيرة للقلق ، ولكنى لا استطيع النظر بعيدا ... تماما مثل حادث سيارة شنيع». وحذر زائر آخر «رسمها يتبعك في ارجاء الغرفة . زاحف».
ردا على افتتاح موبا ونجاحه الدائم هو ان ، بالنسبة للبعض ، تذكرنا بطريقة التعامل مع الفن في المجتمع . وقد تم وصف أعمال موبا بانها «مضحكة دون قصد»، وهذا على غرار الافلام الشنيعة من إد وود. غالبا ما يضحك الزوار وايضا هيئة / موظفين موبا بصوت عال في شاشات العرض . وفي رحلات جلوبلز ، يعارض بيترز النقد مع من هم متوقعين ان يكونوا زبائن في صالات العرض مثل متحف جيتى في جنوب كاليفورنيا، على الرغم من ان مشاهدى جيتى ربما يجدوا الفن في جيتى مضحكا ، وجب عليهم اظهاره أو انهم شبه مؤكد ان يطردوا .
شارك لويز ساكو في عام 2006 في حلقة نقاشية مع مع السلطات على الفن والعمارة عن معايير الجمال والقبح في الفن ، التي نشرت في بوسطن العمارة . وقد لاحظت ان المعلمين احضروا طلبة الفن في الثانوية إلى موبا ، ثم إلى متحف الفنون الجميلة في بوسطن (وزارة الخارجية). ولاحظ ساكو ، على نحو ما ، تحرر أطفال موبا في الضحك ، واشار إلى أن لديهم آراء خاصة وناقش ذلك . ثم ياخذون التجربة إلى وزارة الخارجية ، حي انهم ربما يشعروا بالخوف والقبح .... تحريرنا . ويعتقد ساكو ان " القبح الشديد هو أكثر اذهالا من الجمال الشديد ، وانه يدفع الناس إلى التفكير بعمق حول ما هو الخطا أو الغير في محله . وقد قامت بربط هذا الحكم الصارم لما لا يتوافق مع الجمال مع التعصب للعيوب الجسدية في الناس ، مشيرا إلى ان مثل هذه الصلابة احيانا بسبب الاباء والامهات لاصلاح العيوب الملحوظة في وجوه اطفالهم لحمايتهم من المعاناة في وقت لاحق .
كتب جايسون كوفمان ، الاستاذ في جامعة هارفارد الذي يدرس علم اجتماع الثقافة ، كتب ان موبا هو جزء من اتجاه اجتماعى يسميه " annoyism"، حيث تعزز مواقع التواصل الاجتماعى العروض والفنانين الذين خلطو عمدا السئ مع الجيد . وحدث /انشئ متحف الفن السئ لتجسيد هذا الاتجاه ، وايضا لتوضيح هدفه المركزي / الأساسي للسخرية من نظام الحكم الذي يتعرف الناس من خلاله ما هو السئ وما هو ليس كذلك . بالنسبة إلى كوفمان «جمال موبا – على الرغم ان جمال هي كلمة خاطئة ، هو طريقة لاضعاف المعايير الجمالية من زوايا عديدة .» ايمى ليفين ، وصفت كيف تشكل التاريخ والثقافة الأمريكية من خلال متاحف محلية صغيرة ، وتشير إلى أن موبا هو محاكاة صغيرة من الفن في حد ذاته ، وتعليق موبا ، والنشرة الاخبارية ، وشبكة الإنترنت ، والمنشورات يقوموا بالسخرية من المتاحف مثل السلطات على ماهية الفن الجيد.وكان مدير مركز القطع الناقصة الفنية ، معرض في أرلينغتون بولاية فيرجينيا، التي استضافت المعرض المتنقل لأعمال موبا ، كان مندهشا لرؤية ضحك الناس المندفع لان لا أحد من الزوار للقطع الناقصة استجاب للفن في أي وقت مضى بهذه الطريقة . وقد اشارت «إذا لم يكن لدى اى إشارة على الباب ، لن يعتقد الناس ان هذا سئ جدا . من الذي يقول ما السئ وما الجيد ؟».
اكد ديبورا سليمان ، في مجلة نيويورك تايمز، ان نجاح موبا يعكس اتجاها في الفن الحديث بين الفنانين والجماهير ، وقد جعل وصول التجريد والفن الحديث في أوائل القرن 20، جعل تقدير الفن أكثر تحديدا /جعله مقصورا على فئة معينة واقل في تناول المجتمع العام . عارضا ان «الراى العام الامريكى ، يفكر في المتاحف كاماكن تهديد يحكمها طقم من الخبراء الذين نكهتهم وطقوسهم تبدوا غامضة مثل هؤلاء الكهنة البيزنطية .».ووفقا لما قاله سليمان ، ان الفن السئ هو رواج شائع ، كحركة ترفض المضاد للعاطفة التي ميزت في وقت سابق ازدراء الفنانين مثل نورمان روكويل أو غوستاف مورو. وقال جارين دالى ، مشجع لموبا في عدة مجالس فنية في منطقة بوسطن عام 1995 «اذهب كثيرا إلى عدة افتتاحات ، واحيانا تكون جميلة إلى درجة كبيرة .» لا يقتر متحف الفن السئ على عرض الإيجار على العيون فقط، ولكن على عكس النبيذ والجبنة التي يتم توفيرها لمعظم زوار المتحف والمعرض، فعرض موبا يوفر رعاته مع الإسعافات والجبن .
استخدامها في البحوث الاكاديمية
وقد استخدم متحف الفن السئ في الدراسات الاكاديمية كمعيار مرجعى لإثارة الاشمئزاز بشكل مذهل . في واحدة من الدراسات ، التي نشرت في افاق وجهات النظر حول علم النفس، واختبر الباحثين تطابق الردود بين الناس طلب منها إصدار حكم «الوتر» مقابل اولئك الذين اعطوا ردودا واعية تماما فيما يتعلق بنوعية قطع فنية مختلفة . واظهر الباحثين صور المشاركين من موبا ومتحف نيويورك للفن الحديث (موما)، وطلب منهم تقييم كل لوحة على نطاق مع طرفى تمثل «جذاب جدا»، «وغير جذاب».واوجدت الدراسات ان هؤلاء الذين تسببوا في الفكر الوعيى لم يكونوا أكثر دقة ولا تتماشى مع تصنيفاتها . حدد المشاركون في الدراسات وقيموا متحف الفن الحديث على اعلى جودة ، ولكن اولئك الذين استخدموا المنطق الوعيى لم يجدوا ان متحف الفن الحديث أكثر جاذبية من الذين صنفوا احكام «الوتر». علاوة على ذلك ، لم يجد المناقشون موبا غير جذاب كهؤلاء مع ردود سريعة . وقد استنتجت الدراسات ان الاشخاص الذين وضعوا احكام سريعة تجرى باستمرار ، مع عدم حدوث تغيير ملموس على دقتها .
وفي دراسة أخرى نشرت في الصحيفةالبريطانية في علم النفس، اختبر الباحثون كيف تعتبر العينة التوازن في تكوين العمل الفنى من الصفات المختلفة . خمسة عشر عملا من موسوعة الفن من قبل الفنانين مثل بول غوغان، جورجيا أوكيفي، وجورج بيير سورا، وخمسة عشر من موبا من قبل الفنانين مثل تشمل دوغ كاديرتا ، غير معروف ، ود. اليكس ، جميعهم عرضوا على المشاركين ، في كل منهم ، يتحول كل عنصر في اللوحة عموديا أو افقيا ، ويطلب من المشاركين التعرف على الاصل . افترض الباحثون ان المشاركين سوف يحددوا التوازن والتركيب أكثر سهولة في الروائع التقليدية وان المشاركين في الدراسة سوف يجدوا تغيير أكبر عندما تم نقل العناصر الموجوده مما لو كانو في قطع موبا . ومع ذلك استنتجت الدراسات ان التوازن وحده لا يحدد الجودة الاعلى من الفن للمشاركين ، وان المشاركين أكثر عرضة لرؤية ان الفن الاصلى أكثر توازنا من المتغير ، وليس بالضرورة ان الفن التقليدى كان أفضل بكثير وهادئ ومتوازن عن أعمال موبا .

## وصلات خارجية
- الموقع الرسمي للمتحف
- مسرح جاليات ديدام
- مسرح سمرفل